# Matrjosjka

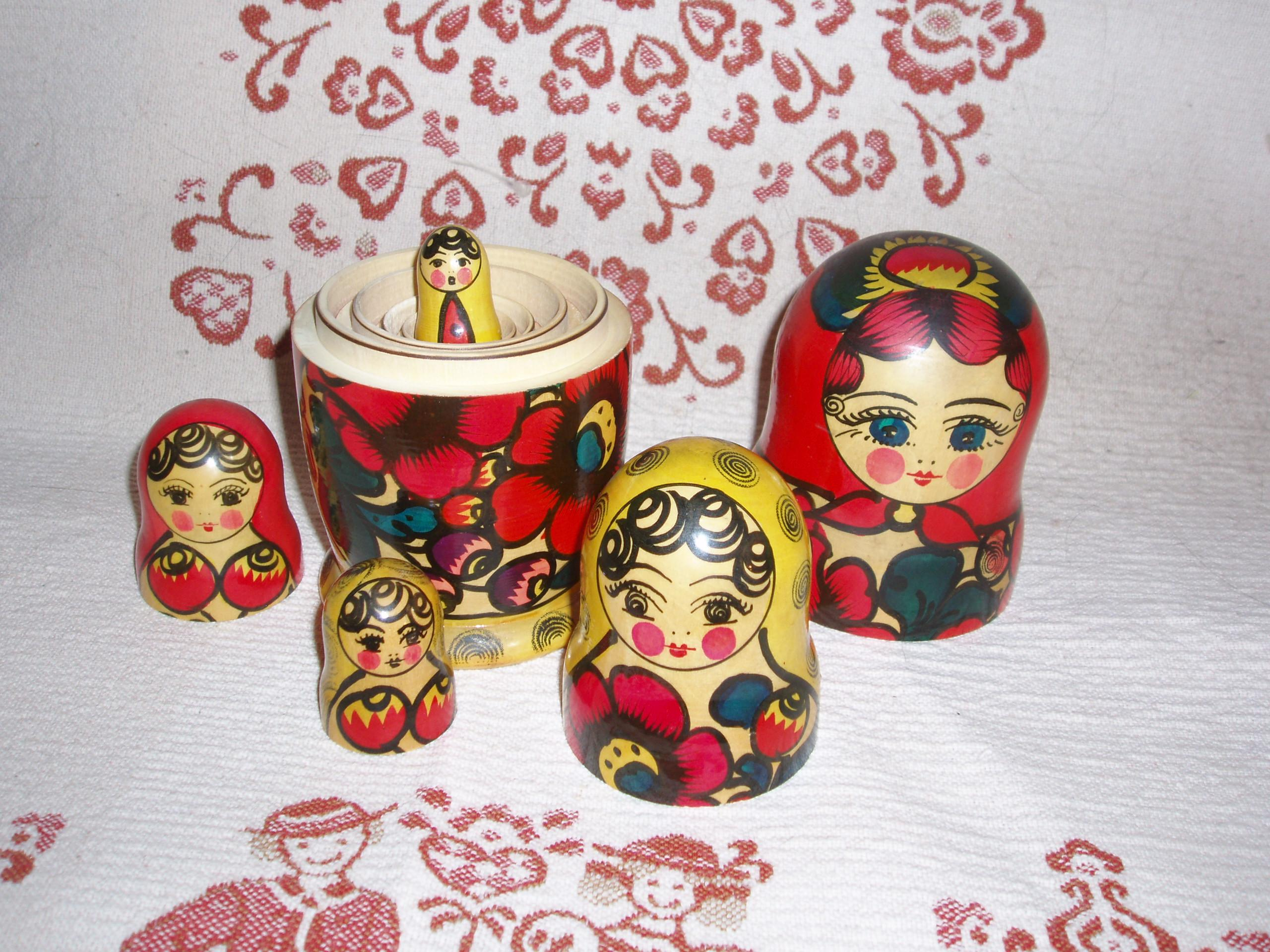
Matrjosjka

Matrjosjka (ryska: матрёшка; uttal i IPA: [mɐˈtrʲoʂkə]) (ofta kallad babusjka eller rysk docka utanför Ryssland) är en delbar rysk trädocka fylld med allt mindre delbara dockor inuti. Matrjosjka är en diminutivform av det ryska flicknamnet "Matrjona" (Матрёна), medan babusjka (бабушка) betyder farmor/mormor på ryska. De bygger vanligtvis på ett tema, som kan variera mellan allt från sagofigurer till sovjetiska ledare.
Den första dockan skapades 1890 av konstnären Sergej Maljutin (1859–1937) och träsnidaren Vasilij Zvjozdotjkin (1876–1956) i konstnärskolonin på godset Abramtsevo utanför Moskva, som ägdes av  konstmecenaten Savva Mamontov. Maljutins design var inspirerad av en uppsättning japanska trädockor som föreställde de sju lyckogudarna i japansk mytologi. Denna första matrjosjkadocka bestod av åtta dockor: först sex flickor, sedan en pojke och längst in ett spädbarn.
År 1900 presenterade Savva Mamontovs hustru dockan på Världsutställningen i Paris, där den fick sitt internationella genombrott och tilldelades en bronsmedalj i kategorin leksaker. Inom några få år tillverkades matrjosjkadockor på ett flertal platser runt om i Ryssland.